# Eschwege
Eschwege er en by i Hessen i Tyskland. Byen har mange gamle bygninger, men nogle af dem blev beskadiget af brandbomber under 2. verdenskrig. Erhvervslivet består for det meste af produktion af diverse tekstiler.